# Цингарелли, Николо Антонио
Никколо́ Анто́нио Цингаре́лли (итал. Niccolò Antonio Zingarelli; 4 апреля 1752 — 5 мая 1837) — итальянский композитор.
Музыкальное образование получил в консерватории Санта-Мария-ди-Лорето в Неаполе, где учился у Алессандро Сперанца и Феделе Фенароли. В начале карьеры писал преимущественно оперы: первая, «Монтесума», поставлена в 1781 г. В 1785—1803 гг. сотрудничал, в основном, с театром «Ла Скала» — высшим достижением Цингарелли как оперного композитора считается «Ромео и Джульетта» (1796). В 1789 г. был приглашен в Париж для сочинения и постановки оперы «Антигона», однако с началом Французской революции бежал обратно в Италию. С 1792 года был капельмейстером кафедрального собора в Милане, с 1794 по 1804 в Лорето, с 1804 по 1811 — руководитель Юлианской капеллы в Ватикане. 
Написал оперу «Эдип в Колоне» (1802). Последняя опера Цингарелли, «Береника», создана в 1811 г. Успеху в его опер во многом способствовали великолепные исполнители, в числе которых А. Каталани, Л. Маркези.
Основной корпус сочинений Цингарелли — церковная музыка. Ему принадлежит несколько сотен церковных сочинений — месс, ораторий и т. п., последняя оратория была завершена Цингарелли за месяц до смерти, в 85-летнем возрасте.
Дзингарелли был хормейстером Сикстинской капеллы в Риме (1804—1811). Был отстранен от должности после того, как отказался дирижировать мессой в честь коронации сына Наполеона Бонапарта в качестве Короля Римского, и отправлен под арестом в Париж, где Наполеон, поклонник музыки Дзингарелли, освободил его от наказания и наградил государственным пенсионом. В 1813 г. Дзингарелли занял пост директора Неаполитанской консерватории (в числе его учеников были Винченцо Беллини, Сальваторе Аньелли, Марио Аспа), а в 1816 г. сменил Джованни Паизиелло в должности хормейстера Неаполитанского собора, которую занимал до последних дней жизни.